# Frisco Bay
Frisco Bay (engelska: Hell on Frisco Bay) är en amerikansk långfilm från 1955 i regi av Frank Tuttle, med Alan Ladd, Edward G. Robinson, Joanne Dru och William Demarest i rollerna. Filmen bygger på romanen The Darkest hour av William P. McGivern.

## Handling
Den före detta polisen Steve Rollins (Alan Ladd) släpps ut ur fängelset efter att ha suttit fem år för ett mord han inte begått. Han viger nu sitt liv att hitta den verkliga mördaren. Rollins får snart reda på att maffiabossen Victor Amato (Edward G. Robinson) ligger bakom det hela.

## Rollista
| Alan Ladd          | – Steve Rollins           |
| Edward G. Robinson | – Victor Amato            |
| Joanne Dru         | – Marcia Rollins          |
| William Demarest   | – Dan Bianco              |
| Paul Stewart       | – Joe Lye                 |
| Perry Lopez        | – Mario Amato             |
| Fay Wray           | – Kay Stanley             |
| Renata Vanni       | – Anna Amato              |
| Nestor Paiva       | – Louis Fiaschetti        |
| Stanley Adams      | – Hammy                   |
| Willis Bouchey     | – Police Lt. Paul Neville |
| Peter Hansen       | – Detective Connors       |
| Anthony Caruso     | – Sebastian Pasmonick     |
| George J. Lewis    | – Father Larocca          |
| Tina Carver        | – Bessie Coster           |

## Produktion
Stora delar av filmen spelades in på plats i San Francisco, främst vid Fisherman's Wharf och San Francisco Bay.